# HMS Terrible (1762)
HMS Terrible (1762) — 74-пушечный линейный корабль 3 ранга Королевского флота, четвёртый корабль, названный Terrible.

## Постройка
Заказан 8 января 1761 года. Спущен на воду 4 сентября 1762 года на частной верфи в Харвиче. Принадлежал к «обычным» 74-пушечным, строившимся для восполнения убыли кораблей во время Семилетней войны.

## Служба
1762 — вступил в строй, капитан Питер Паркер (англ. Peter Parker).
1770 год — капитан Мариот Арбютнот. В течение трёх лет брандвахтенный корабль в Портсмуте.
1777 год — капитан сэр Ричард Бикертон (англ. Richard Bickerton). До формального объявления войны французами Terrible использовался как крейсер, для нарушения американской торговли. В апреле захватил 16-пушечный американский приватир The Rising States.
Участвовал в Американской революционной войне. 
1778 год — 27 июля участвовал в столкновении с флотом графа д’Орвилье у острова Уэссан. Шел вторым после головного, потерял 30 человек убитыми и ранеными.
1779 год — в апреле, совместно с HMS Ramillies, наткнулся на французский конвой из Вест-Индии, из 30 богато нагруженных «купцов», в охранении трёх фрегатов. Фрегатам удалось бежать, но восемь торговых судов попали в руки сэра Ричарда и его напарника.
1780 год — был в Битве при лунном свете.
1781 год — в апреле был при Форт-Ройял. В сентябре в бою при Чесапике получил серьёзные повреждения, сверх тех, что уже имел от износа. Был сильно побит рангоут, а помпы, повреждённые попаданиями в корпус, едва справлялись с поступающей водой. 11 сентября корабль был затоплен по приказанию адмирала Грейвза. Это решение вызвало критику присутствовавшего на эскадре контр-адмирала Худа и вице-адмирала Родни, который в том момент находился в Европе. Оба считали, что корабль можно было спасти.